# Marin Hinkle
Marin Hinkle (Dar es Salaam, 23 marzo 1966) è un'attrice statunitense. È nota per aver interpretato il personaggio di Judith Harper nella sitcom Due uomini e mezzo e Rose Weissman, madre della protagonista Miriam Meisel (Rachel Brosnahan), nella serie televisiva di Prime Video La fantastica signora Maisel.

## Biografia
È nata nell'allora capitale della Tanzania, da genitori statunitensi.

## Filmografia parziale

### Cinema
- Angie - Una donna tutta sola (Angie), regia di Martha Coolidge (1994)
- Una coppia di scoppiati (I'm Not Rappaport), regia di Herb Gardner (1996)
- Un pacco sospetto (Milk & Money), regia di Michael Bergmann (1996)
- Chocolate for Breakfast, regia di Emily Baer (1998)
- Show & Tell, regia di Dean Pollack (1998)
- Frequency - Il futuro è in ascolto (Frequency), regia di Gregory Hoblit (2000)
- Killing Cinderella, regia di Lisa Abbatiello (2000)
- Mi chiamo Sam (I Am Sam), regia di Jessie Nelson (2001)
- Sam the Man, regia di Gary Winick (2001)
- The Next Big Thing, regia di P.J. Posner (2001)
- Indagini sporche (Dark Blue), regia di Ron Shelton (2002)
- Rails & Ties - Rotaie e legami (Rails & Ties), regia di Alison Eastwood (2007)
- Disastro a Hollywood (What Just Happened), regia di Barry Levinson (2008)
- Quarantena (Quarantine), regia di John Erick Dowdle (2008)
- Geography Club, regia di Gary Entin (2013)
- Jumanji - Benvenuti nella giungla (Jumanji: Welcome to the Jungle), regia di Jake Kasdan (2017)
- Jumanji: The Next Level, regia di Jake Kasdan (2019)
- The Electric State, regia di Anthony e Joe Russo (2025)

### Televisione
- Destini (Another World) – serie TV, episodio 7922 (1995)
- Spin City – serie TV, episodio 1x24 (1997)
- Law & Order - I due volti della giustizia (Law & Order) – serie TV, episodi 8x14-10x23-20x04 (1998-2009)
- Ancora una volta (Once and Again) – serie TV, 58 episodi (1999-2002)
- Senza traccia (Without a Trace) – serie TV, episodio 1x07 (2002)
- Due uomini e mezzo (Two and a Half Men) – serie TV, 82 episodi (2003-2013)
- E.R. - Medici in prima linea (ER) – serie TV, episodio 10x14 (2004)
- Dr. House - Medical Division (House M.D.) – serie TV, episodio 1x18 (2005)
- Law & Order - Unità vittime speciali (Law & Order: Special Victims Unit) – serie TV, episodio 7x6 (2005-2006)
- Un nipote speciale (Fielder's Choice), regia di Kevin Connor – film TV (2005)
- Non fidarti della str**** dell'interno 23 (Don't Trust the B---- in Apartment 23) – serie TV, episodi 1x02-2x04 (2012)
- Deception – serie TV, 11 episodi (2013)
- Castle – serie TV, episodio 8x19 (2016)
- Homeland - Caccia alla spia (Homeland) – serie TV, 3 episodi (2017)
- La fantastica signora Maisel (The Marvelous Mrs. Maisel) – serie TV, 43 episodi (2017-2023)
- Grey's Anatomy – serie TV, episodio 16x08 (2019)
- The Company You Keep – serie TV, episodi 1x04-1x09 (2023)
- We Were the Lucky Ones, regia di Thomas Kail, Amit Gupta e Neasa Hardiman – miniserie TV, 4 puntate (2024)

## Doppiatrici italiane
Nelle versioni in italiano delle opere in cui ha recitato, Marin Hinkle è stata doppiata da:
- Chiara Colizzi in Ancora una volta, Law & Order - I due volti della giustizia
- Eleonora De Angelis in Quarantena, Grey's Anatomy
- Sabrina Duranti in Jumanji - Benvenuti nella giungla, Jumanji: The Next Level
- Alessandra Korompay in La fantastica signora Maisel, Good American Family
- Roberta Pellini in Due uomini e mezzo
- Rossella Acerbo in Indagini sporche
- Vanessa Giuliani in Law & Order - Criminal Intent
- Laura Boccanera in Law & Order - I due volti della giustizia (ep. 20x04)
- Daniela Calò in Rails & Ties - Rotaie e legami
- Michela Alborghetti in The Affair - Una relazione pericolosa
- Mirta Pepe in We Were the Lucky Ones
- Chiara Francese in The Electric State